# Espejo (Spanien)
Espejo ist eine Gemeinde mit 3.177 Einwohnern (Stand: 2024) in der Provinz Córdoba in Andalusien.

## Geographie
Die Gemeinde grenzt an Castro del Río, Córdoba, Montemayor und Montilla.

## Geschichte
Espejo hat eine zweitausendjährige Geschichte. Dem in der Antike Ucubi genannten Ort wurde in der römischer Zeit von Julius Caesar der Titel einer Colonia verliehen, nachdem er in der Schlacht von Munda gesiegt hatte. Unter den Arabern hieß der Ort al-Calat. Im 13. Jahrhundert wurde hier eine Festung errichtet.

## Sehenswürdigkeiten
- Festung von Espejo
- Römische Zisterne
- Iglesia de San Bartolomé (Bartholomäuskirche)